# Індепенденца (комуна, Констанца)
Індепенденца (рум. Independența) — комуна у повіті Констанца в Румунії. До складу комуни входять такі села (дані про населення за 2002 рік):
- Індепенденца (1291 особа) — адміністративний центр комуни
- Мовіла-Верде (650 осіб)
- Олтень (483 особи)
- Туфань (398 осіб)
- Финтина-Маре (374 особи)

Комуна розташована на відстані 167 км на схід від Бухареста, 50 км на південний захід від Констанци.

## Населення
За даними перепису населення 2002 року у комуні проживали 3196 осіб.
Національний склад населення комуни:
| Національність | Кількість осіб | Відсоток |
| -------------- | -------------- | -------- |
| румуни         | 2495           | 78,1%    |
| турки          | 414            | 13,0%    |
| татари         | 282            | 8,8%     |
| угорці         | 3              | 0,1%     |
| цигани         | 1              | < 0,1%   |
| німці          | 1              | < 0,1%   |

Рідною мовою назвали:
| Мова      | Кількість осіб | Відсоток |
| --------- | -------------- | -------- |
| румунська | 2505           | 78,4%    |
| турецька  | 410            | 12,8%    |
| татарська | 281            | 8,8%     |

Склад населення комуни за віросповіданням:
| Релігія       | Кількість осіб | Відсоток |
| ------------- | -------------- | -------- |
| православні   | 2475           | 77,4%    |
| мусульмани    | 695            | 21,7%    |
| баптисти      | 23             | 0,7%     |
| п'ятдесятники | 2              | 0,1%     |
| римо-католики | 1              | < 0,1%   |

## Зовнішні посилання
- Дані про комуну Індепенденца на сайті Ghidul Primăriilor [Архівовано 21 травня 2011 у Wayback Machine.]